# Quinto Pompeyo Falcón
Quinto Pompeyo Falcón  fue un senador romano que vivió a finales del siglo I y principios del siglo II, y desarrolló su cursus honorum bajo los reinados de Domiciano, Nerva, Trajano, y Adriano. Fue cónsul sufecto en el año 108 junto con Marco Ticio Lústrico Brutiano.

## Carrera pública
Comenzó su carrera como Decemvir stlitibus iudicandis dentro del vigintivirato, para pasar a ser después tribuno laticlavio de la Legio X Fretensis en Judea entre los años 86 y 90, para ser nombrado cuestor entre los años 96 y 98, tribuno de la plebe entre los años 98-99, pretor peregrino en el periodo 99-100. Al año siguiente, entre los años 101-102, fue nombrado legado de la Legio V Macedonica estacionada en ese momento en Moesia Inferior, durante la primera guerra dácica de Trajano, quien, por su actuación, le otorgó varias condecoraciones y se asoció estrechamente con Quinto Sosio Seneción, uno de los senadores del círculo íntimo del emperador, con lo que consiguió ser uno de los consejeros imperiales, con cuya hija contrajo matrimonio.
Como consecuencia, fue nombrado gobernador de Licia y Panfilia entre los años 103 y 105, legado de la Legio X Fretensis y de la provincia de Judea entre los años 105 y 107, y curador de la construcción en Italia, entre Benevento y Brundisium de la Vía Trajana.
Falcón fue elegido consul suffectus en el año 108. Gobernó Moesia Inferior entre 116 y 117, tras lo que fue nombrado como gobernador de Britania entre los años 118 y 122.
En el año 118 debió enfrentar una nueva rebelión de los brigantes, a los que se sumaron los selgovae y otras tribus del norte de Inglaterra y el sur de Escocia. La revuelta fue derrotada pero solo tras sufrir numerosas pérdidas, especialmente en la Legio IX Hispana. En el año 122 recibió la visita del emperador Adriano acompañado de tropas de refuerzo, entre otras la Legio VI Victrix, para incrementar la presencia romana tras la sublevación. Adriano ordenó la construcción del muro que lleva su nombre y dispuso el reemplazo de Pompeyo.
Entre los años 123-124 fue procónsul de la provincia de Asia.

## Matrimonio y descendencia
De su matrimonio con Sosia Pola nació Quinto Pompeyo Sosio Prisco, consul ordinarius en el año 149, bajo Antonino Pío. Su memoria era recordada por su nieta Sosia Falconila a finales del siglo II.